# 明治安田生命ホール
明治安田生命ホールは明治安田生命保険が運営するホール。かつては新宿に安田生命ホール、名古屋・福岡に明治生命ホールがあった。現存するホールのうち、丸の内・名古屋・福岡は共に『明治安田ホール』となっている。
- 東京都新宿区にあるホール。1961年（昭和36年）に開場。新宿駅から徒歩1～2分。西口地下道を経由すると雨の日でも濡れずに来館出来る。客席数　342席。舞台間口　9.4m。舞台奥行　8m。1996年（平成8年）に改修オープン。2017年5月末をもって閉館[1]。
- 愛知県名古屋市にあるホール。現、明治安田ホール名古屋。
- 福岡県福岡市にあるホール。建て替えられ、上層階がザ ロイヤルパーク キャンバス 福岡中洲、下層階のホールは「明治安田ホール福岡」に改称された。
- 富山県富山市にある富山明治安田生命ホール。（JR富山駅前 明治安田生命ビル内）
- 東京都丸ノ内の明治生命館と明治安田生命ビルから構成される明治安田ヴィレッジ内にあるホール（明治安田ホール）。

## 外部サイト
- 新宿明治安田生命ホール
- 明治安田ホール福岡
- 明治安田ヴィレッジ｜明治安田